# Zach Villa
Zach Villa (Clinton, 17 marzo 1986) è un attore e musicista statunitense.

## Biografia
È principalmente conosciuto per aver interpretato il serial killer Richard Ramirez nella nona stagione della serie antologica American Horror Story: 1984.

## Filmografia

### Cinema
- Destroyer, regia di Karyn Kusama (2018)

### Televisione
- NCIS: Los Angeles – serie TV, episodio 4x21 (2013)
- The Expanse – serie TV, episodio 3x07 (2018)
- Shameless – serie TV, episodi 9x09, 9x10, 9x11 (2019)
- American Horror Story – serie TV, 9 episodi (2019)

### Doppiatore
- Archer – serie TV, episodio 2x05 (2011)
- Bordertown – serie TV, 8 episodi (2016)

## Doppiatori italiani
Nelle versioni in italiano delle opere in cui ha recitato, Zach Villa è stato doppiato da:
- Michele Botrugno in Station 19
- Manuel Meli in NCIS: Los Angeles
- Davide Albano in The Expanse